# Leptoscirtus unguiculatus
Leptoscirtus unguiculatus är en insektsart som beskrevs av Henri Saussure 1888. Leptoscirtus unguiculatus ingår i släktet Leptoscirtus och familjen gräshoppor. Inga underarter finns listade i Catalogue of Life.